# Phare de la Base Presidente Eduardo Frei Montalva
Le phare de la Base Presidente Eduardo Frei Montalva (en espagnol : Faro Base Presidente Eduardo Frei Montalva) est un phare actif situé sur l'Île du Roi-George (Territoire chilien de l'Antarctique), faisant partie de la région de Magallanes et de l'Antarctique chilien au Chili.
Il est géré par le Service hydrographique et océanographique de la marine chilienne dépendant de la Marine chilienne.

## Histoire
L'île du Roi-George fait partie des îles Shetland du Sud. Le Chili dispose d'une base scientifique sur la péninsule Fildes, la Base Presidente Eduardo Frei Montalva. 
Ce petit phare se trouve sur la côte, à la base chilienne, à une courte distance au sud de la base Artigas de l'Uruguay. Il est sous la responsabilité de l'Instituto Antártico Chileno (en).

## Description
Le phare est une tourelle cylindrique avec deux panneaux, portant une balise de 3 m de haut. La tour est peinte en blanc avec une bande rouge centrale. Il émet, à une hauteur focale de 5 m, un éclat blanc par période de 5 secondes. Sa portée n'est pas connue.
Identifiant : Amirauté : G1387.9 - NGA : 111-2721 .
|                                  |
| Localisation : Île du Roi-George |

### Lien connexe
- Liste des phares du Chili